# Rat der europäischen Bischofskonferenzen
Der Rat der europäischen Bischofskonferenzen (Consilium Conferentiarum Episcoporum Europae, CCEE) ist ein Zusammenschluss der Präsidenten der römisch-katholischen Bischofskonferenzen in Europa mit Sitz in St. Gallen, ab 2024 mit Sitz in Rom.

## Gründung
Am 18. November 1965, gegen Ende des Zweiten Vatikanischen Konzils, trafen sich die Präsidenten von 13 nationalen Bischofskonferenzen in Rom. Bei diesem Treffen setzten sie ein Komitee, bestehend aus sechs Vertretern und einem Verbindungssekretär ein. Das Komitee erhielt den Arbeitsauftrag, mit den Bischofskonferenzen in Europa über eine weitere Zusammenarbeit und über die Bestimmung der pastoralen Sektoren, in welchen eine Zusammenarbeit als besonders dringlich erschien, zu beraten. Auf den nachfolgenden Symposien wurden konkrete Arbeitsschritte und Möglichkeiten der Implementation erarbeitet und vorgelegt. Am 23./24. März 1971 fand die Gründungsversammlung des CCEE in Rom statt.

## Aufgaben und Organe
Aufgabe des CCEE ist es, die kollegiale Zusammenarbeit der Bischöfe in Europa zu fördern; der Vollversammlung gehören die Präsidenten der einzelnen Bischofskonferenzen an sowie der Erzbischof von Luxemburg. Die Arbeitsbereiche der Konferenz und Räte umfassen: die Berufungspastoral, der Buddhismus, die Evangelisierung, die Katechese, der Islam in Europa, die Medien, die Migration sowie die Ökumene und die Umwelt.
In mehreren Arbeitsbereichen besteht eine intensive ökumenische Zusammenarbeit mit der Konferenz Europäischer Kirchen (KEK), welche zu den bislang drei Europäischen Ökumenischen Versammlungen 1989 in Basel, 1997 in Graz und 2007 in Sibiu führte. Ein gemeinsam verantwortetes Ökumenepapier ist die Charta oecumenica.
Der Hauptsitz des Rates der europäischen Bischofskonferenzen (CCEE) war seit 1977 in St. Gallen und ist ab 2024 in Rom, so der Beschluss der Vollversammlung in Valletta auf Malta vom 30. November 2023. Dem 1971 gegründeten Gremium gehören derzeit 39 Mitglieder an, die gemeinsam die katholische Kirche in 45 europäischen Ländern repräsentieren.

### Das Präsidium
- Präsident:

Gintaras Linas Grušas, Erzbischof von Vilnius
- Vize-Präsidenten:

Jean-Claude Kardinal Hollerich, Erzbischof von Luxemburg und Vorsitzender der Kommission der Bischofskonferenzen der Europäischen Gemeinschaft (COMECE)
László Kardinal Német, Erzbischof von Belgrad und Vorsitzender der Internationalen Bischofskonferenz der Heiligen Kyrill und Method
- Generalsekretär:

Martin Michalíček

### Verantwortungsbereiche
- Für die Katechese, Schule und Universität: Vincent Nichols, Erzbischof von Westminster
- Für die Migranten: José Sánchez González, Bischof von Sigüenza-Guadalajara
- Für die Berufungen: Wojciech Polak, Weihbischof in Gniezno
- Bischöfliches Europäisches Komitee für Medien
  - Präsident: Jean-Michel di Falco Leandri, Bischof von Gap

## Mitglieder
- Albanische Bischofskonferenz
- Belarussische Bischofskonferenz
- Belgische Bischofskonferenz
- Bischofskonferenz für Bosnien und Herzegowina
- Bulgarische Bischofskonferenz
- Deutsche Bischofskonferenz
- /  Bischofskonferenz von England und Wales
- Bischof von Tallinn
- Französische Bischofskonferenz
- Griechische Bischofskonferenz
- /  Irische Bischofskonferenz
- /  /  Italienische Bischofskonferenz
- Kroatische Bischofskonferenz
- Lettische Bischofskonferenz
- Litauische Bischofskonferenz
- Erzbischof von Luxemburg
- Maltesische Bischofskonferenz
- Bischof von Chișinău
- Erzbischof von Monaco
- Niederländische Bischofskonferenz
- Österreichische Bischofskonferenz
- Polnische Bischofskonferenz
- Portugiesische Bischofskonferenz
- Rumänische Bischofskonferenz
- Russische Bischofskonferenz
- /  /  /  /  Nordische Bischofskonferenz
- Schottische Bischofskonferenz
- Schweizer Bischofskonferenz
- /  /  /  Internationale Bischofskonferenz der Heiligen Kyrill und Method
- Slowakische Bischofskonferenz
- Slowenische Bischofskonferenz
- Spanische Bischofskonferenz
- Tschechische Bischofskonferenz
- Türkische Bischofskonferenz
- Ungarische Bischofskonferenz
- Ukrainische Bischofskonferenz (Lateinische Kirche)
- Bischofssynode der ukrainisch-katholischen Kirche (Ukrainisch-katholische Kirche)
- Eparch von Mukatschewe (Ruthenische griechisch-katholische Kirche)
- Erzeparch von Zypern (Syrisch-Maronitische Kirche von Antiochien )

## Vorsitzende

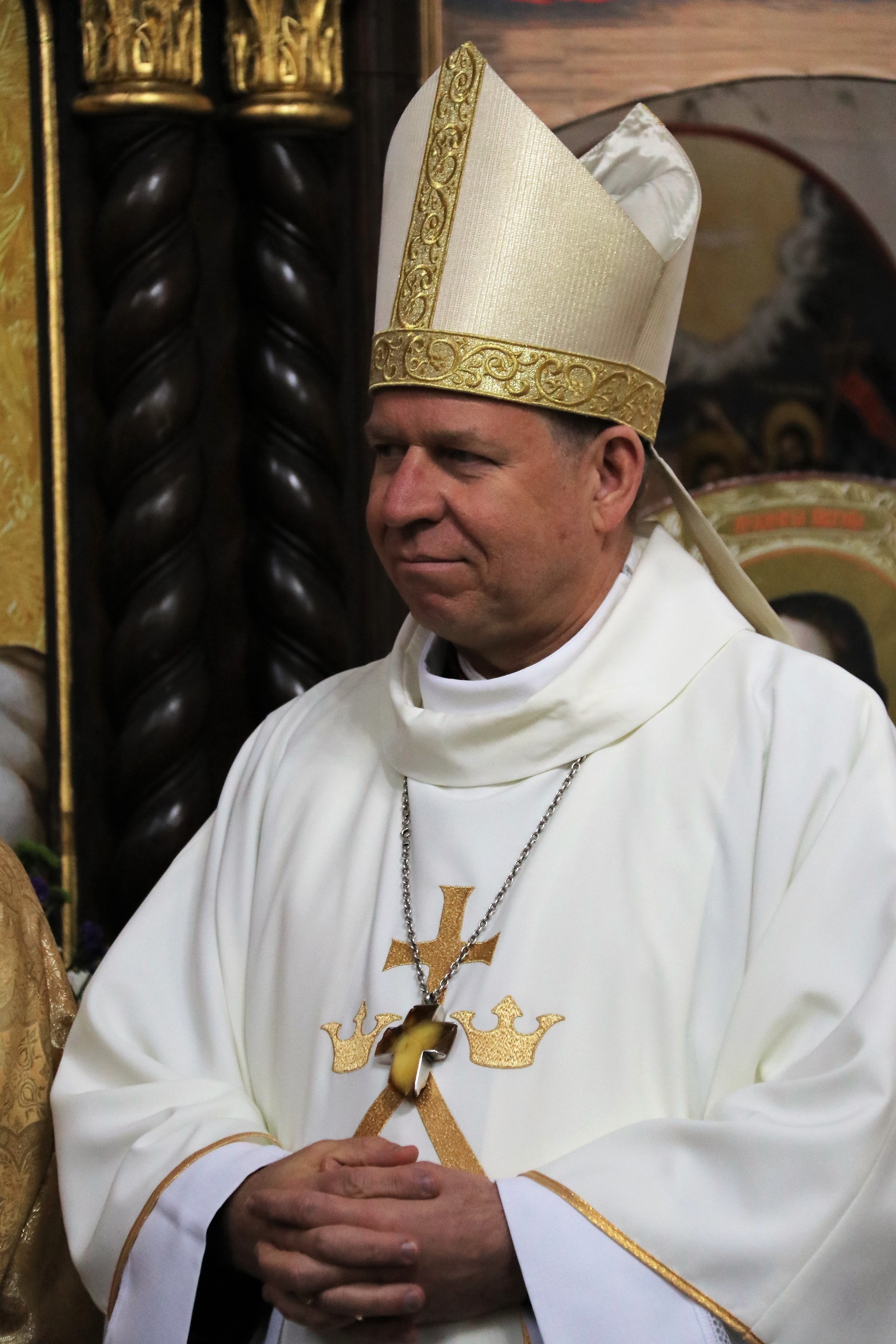
Gintaras Grušas, amtierender Vorsitzender

- 1971–1979 Roger Etchegaray, Erzbischof von Marseille
- 1979–1986 Basil Kardinal Hume OSB, Erzbischof von Westminster
- 1986–1993 Carlo Maria Kardinal Martini SJ, Erzbischof von Mailand
- 1993–2001 Miloslav Kardinal Vlk, Erzbischof von Prag
- 2001–2006 Amédée Grab OSB, Bischof von Chur
- 2006–2016 Péter Kardinal Erdő, Erzbischof von Esztergom-Budapest
- 2016–2021 Angelo Kardinal Bagnasco, Erzbischof von Genua[4]
- 2021–0000 Gintaras Linas Grušas, Erzbischof von Vilnius